# Година слона
Година слона(арап. عام الفيل‎, ˤĀму л-Фīл) је назив који се у исламској историји користи за период који одговара години 570. нове ере. Према исламској традицији те године је рођен Мухамед. Име је добила по догађају када је на Абраха, хришћански владар кнежевине Схеба у данашњем Јемену, покренуо поход на Меку са војском у којој је био велики број бојних слонова, са намером да разори Ћабу. Абраха је морао да одустане од похода када су слонови пред самом границом Меке једноставно одбили кренути напред. Година слона је отада коришћена на Арабијском полуострву за рачунање година све док у доба калифа Омара није уведен исламски календар.